# 7015 Schopenhauer
7015 Schopenhauer este o planetă minoră (asteroid), cu un diametru de 4,806 km, din centura de asteroizi. A fost descoperită pe 16 august 1990 la Observatorul La Silla de Eric Walter Elst și a fost numită după Arthur Schopenhauer. 
Obiectul prezintă o orbită caracterizată de o semiaxă mare de 2,3243832 UAi, o excentricitate de 0,17, o înclinație de 5,47811 ° în raport cu ecliptica.